# Marie-France Stirbois
Marie-France Stirbois (n. 11 noiembrie 1944 - d. 17 aprilie 2006), a fost o politiciană franceză, membră al Parlamentului European în perioada 1999-2004 din partea Franței. 
1. ↑  Marie-France Stirbois, Autoritatea BnF
2. 1 2 3 4  Fichier des personnes décédées mirror, accesat în 20 noiembrie 2021
3. ↑  Marie-France Stirbois, base Sycomore, accesat în 9 octombrie 2017
4. ↑  Who's Who in France
5. ↑  The International Who's Who of Women 2006[*] Verificați valoarea |titlelink= (ajutor)
6. 1 2  Deputații în Parlamentul European